# Angraecum corynoceras
Angraecum corynoceras är en orkidéart som beskrevs av Rudolf Schlechter. Angraecum corynoceras ingår i släktet Angraecum och familjen orkidéer. Inga underarter finns listade i Catalogue of Life.